# 두르다라
두르다라(산스크리트어: दुर्धरा, 영어: Durdhara)는 12세기에 헤마찬드라가 저술한 자이나교 문헌 파리쉬슈타파르반(Parishishtaparvan)에 언급된 마우리아 황제 찬드라굽타 마우리아의 황후이다. 파리쉬슈타파르반에서 그녀는 아미트라가타라고도 알려진 두 번째 마우리아 황제 빈두사라의 어머니로 명시되어 있다.
찬드라굽타 마우리아 시대 이후 1,600년 후에 쓰여진 이 전설 외에는 두르다라에 대해 언급되거나 알려진 바가 없다. 버마 불교 기록과 같은 다른 출처는 자이나교 전설을 확증하지 않는다. 찬드라굽타 마우리아 궁정 말년의 그리스 대사인 메가스테네스는 두르다라를 언급하지 않는 대신 찬드라굽타의 후계자를 아미트로차테스로 언급하는 반면 힌두교 학자 파탄잘리는 그를 아미트라가타("적의 정복자"를 의미)라고 부른다. 학자들은 자이나교 문헌의 빈두사라를 아미트라가타와 동일하다고 생각한다.